# Tennistoernooi van Peking 2024
Het tennistoernooi van Peking van 2024 werd van woensdag 25 september tot en met zondag 6 oktober 2024 gespeeld op de hardcourtbanen van het China National Tennis Center, in het olympisch park van de Chinese hoofdstad Peking. De officiële naam van het toernooi was China Open.
Het toernooi bestond uit twee delen:
- WTA-toernooi van Peking 2024, het toernooi voor de vrouwen (25 september – 6 oktober)
- ATP-toernooi van Peking 2024, het toernooi voor de mannen (26 september – 2 oktober)

## Toernooikalender
| Peking            | september 2024 | september 2024 | september 2024 | september 2024 | september 2024 | september 2024 | oktober 2024 | oktober 2024 | oktober 2024 | oktober 2024 | oktober 2024 | oktober 2024 |
| Peking            | woe 25         | don 26         | vrĳ 27         | zat 28         | zon 29         | maa 30         | din 1        | woe 2        | don 3        | vrĳ 4        | zat 5        | zon 6        |
| ----------------- | -------------- | -------------- | -------------- | -------------- | -------------- | -------------- | ------------ | ------------ | ------------ | ------------ | ------------ | ------------ |
| vrouwenenkelspel  | 1e ronde       | 1e ronde       | 2e ronde       | 2e ronde       | 3e ronde       | 3e ronde       | 4e ronde     | 4e ronde     | kwartfinale  | kwartfinale  | halve finale | finale       |
| vrouwendubbelspel |                |                | 1e ronde       | 1e ronde       | 1e ronde       | 2e ronde       | 2e ronde     | 2e ronde     | kwartfinale  | kwartfinale  | halve finale | finale       |
| mannenenkelspel   |                | 1e ronde       | 1e ronde       | 2e ronde       | 2e ronde       | kwartfinale    | halve finale | finale       |              |              |              |              |
| mannendubbelspel  |                | 1e ronde       | 1e ronde       | 1e ronde       | 2e ronde       | 2e ronde       | halve finale | finale       |              |              |              |              |

ATP-toernooi van Peking‎ – WTA-toernooi van Peking/Shanghai

2000 · 2001–2003 · 2004 · 2005 · 2006 · 2007 · 2008 · 2009 · 2010 · 2011 · 2012 · 2013 · 2014 · 2015 · 2016 · 2017 · 2018 · 2019 · 2020–2022 · 2023 · 2024